# Мелетка
Мелетка — река в России, протекает в Кильмезском и Малмыжском районах Кировской области. Устье реки находится в 169 км по левому берегу реки Вятки. Длина реки составляет 39 км, площадь водосборного бассейна 139 км².
Исток реки находится в деревне Бураши (центр Бурашевского сельского поселения Кильмезского района) в 18 км к югу от посёлка Кильмезь. Река течёт на юго-запад по лесному массиву, в среднем течении протекает посёлок Константиновка, где на реке небольшая запруда. В нижнем течении выходит на обширную заболоченную пойму Вятки, протекает деревню Мелеть (центр Мелетского сельского поселения), ниже его протекает через вытянутое Мелетское озеро. Впадает в боковой затон Вятки напротив села Гоньба. Ширина реки перед устьем составляет 18 метров. Притоки — Кубык, Пучкез (левые); Пихтинерька (правый).

## Данные водного реестра
По данным государственного водного реестра России относится к Камскому бассейновому округу, водохозяйственный участок реки — Вятка от водомерного поста посёлка городского типа Аркуль до города Вятские Поляны, речной подбассейн реки — Вятка. Речной бассейн реки — Кама.
По данным геоинформационной системы водохозяйственного районирования территории РФ, подготовленной Федеральным агентством водных ресурсов:
- Код водного объекта в государственном водном реестре — 10010300512111100040074
- Код по гидрологической изученности (ГИ) — 111104007
- Код бассейна — 10.01.03.005
- Номер тома по ГИ — 11
- Выпуск по ГИ — 1